# Reliant Kitten

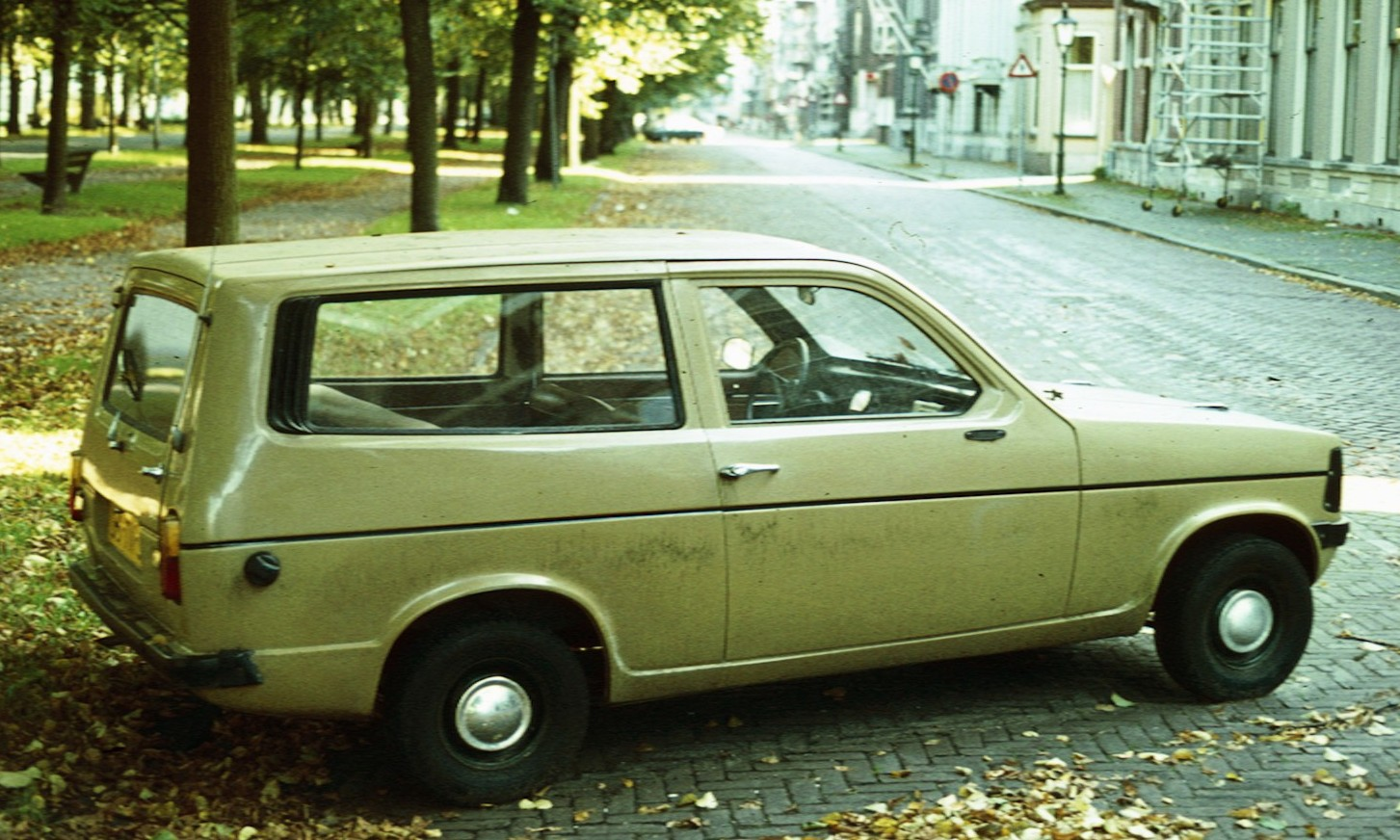
Reliant Kitten Estate te Utrecht

De Reliant Kitten een personenwagen van de Britse fabrikant Reliant.
Het is een vierwielige versie van de Reliant Robin. Zij is in productie geweest van 1975 tot 1982. De auto was verkrijgbaar in twee versies; de sedan en de stationcar. In totaal zijn er rond de 4000 van deze wagens gebouwd.
Het aluminium motorblok is een door Reliant zelf geproduceerde viercilinder in lijn met een inhoud van 850 cc en een vermogen van 40,5 pk.
Net als de Reliant Robin bestaat de Reliant Kitten uit een zelfdragende constructie met een polyester opbouw, welke volledig met de hand gemaakt werd. Door de zelfdragende constructie is er op eenvoudige wijze een cabriolet van de Kitten te maken 
Veel van de Kittens worden gebruikt om er een andere wagen van te maken zoals de Liege Classic Sporting Car, zodat er niet veel Kittens meer in originele staat rondrijden.
De voorganger van de Reliant Kitten was de Reliant Rebel